# اوه یونگ رن
اوه یونگ رن (انگلیسی: Oh Yong-ran؛ زادهٔ ۶ سپتامبر ۱۹۷۲) بازیکن هندبال اهل کره جنوبی است.